# 八大祖師
八大祖師（はちだいそし）は、一日で参拝可能な江戸十大祖師に比べ、広範囲な寺院の祖師を参拝しご利益にあずかろうとする民間信仰。江戸時代は盛んであったが、現在では大がかりには行なわれていない。 

## 寺院一覧
- 威光山法明寺 - 東京都豊島区南池袋3-18-18　旧本山：身延山久遠寺　法縁：通師・雑司谷法縁
- 日圓山妙法寺 - 東京都杉並区堀之内3-48-8(現在は由緒寺院に昇格)　旧本山：身延山久遠寺　法縁：通師・堀之内法縁
- 大本山長栄山本門寺 - 東京都大田区池上1-1-1　法縁：池上法縁
- 本山真間山弘法寺 - 千葉県市川市真間4-9-1　法縁：池上法縁
- 本山長谷山本土寺 - 千葉県松戸市平賀63　法縁：奠師法縁
- 妙印山妙光寺  - 千葉県香取郡多古町多古2550　旧本山：正中山法華経寺　法縁：親師法縁
- 本山長興山妙本寺 - 神奈川県鎌倉市大町1-15-1　法縁：池上法縁
- 本山寂光山龍口寺 - 神奈川県藤沢市片瀬3-13-37　法縁：池上法縁